# 3000 Miles to Graceland
3000 Miles to Graceland is een Amerikaanse heistfilm en algemener misdaadfilm en actiefilm uit 2001 geregisseerd door Demian Lichtenstein, met in de hoofdrollen onder meer Kurt Russell en Kevin Costner.

## Verhaal
Michael Zane (Kurt Russell) ontmoet in een derderangs motel Cybil Waingrow (Courteney Cox) en haar zoon Jesse (David Kaye). Later die avond wordt hij opgehaald door Murphy (Kevin Costner), Hanson (Christian Slater), Gus (David Arquette) en Franklin (Bokeem Woodbine). Met zijn vijven gaan ze naar Las Vegas om er een casino te overvallen. In het casino is op dat moment een conventie van Elvis-imitators gaande en een deel van de overvallers maakt hiervan gebruik door zich ook als Elvis te verkleden. Op zich slaagt de overval, maar Franklin wordt gedood, waarna er ruzie ontstaat over zijn aandeel van de buit. Michael krijgt hulp van Cybil, maar die blijkt niet te vertrouwen.

## Rolverdeling
| Acteur           | Personage        | Opmerkingen           |
| ---------------- | ---------------- | --------------------- |
| Kurt Russell     | Michael Zane     | overvaller            |
| Kevin Costner    | Thomas J. Murphy | overvaller            |
| David Arquette   | Gus              | overvaller            |
| Christian Slater | Hanson           | overvaller            |
| Bokeem Woodbine  | Franklin         | overvaller            |
| Courteney Cox    | Cybil Waingrow   |                       |
| David Kaye       | Jesse Waingrow   | Cybils zoon           |
| Jon Lovitz       | Jay Peterson     | witwasser in Idaho    |
| Kevin Pollak     | Damitry          | U.S. Marshal          |
| Howie Long       | Jack             | handlanger van Murphy |
| Ice-T            | Hamilton         | handlanger van Murphy |